# Kodrąb, West Pomeranian Voivodeship
Kodrąb [ˈkɔdrɔmp] (Đức Codram) là một ngôi làng ở quận hành chính của Gmina Wolin, trong Kamień County, Zachodniopomorskie, ở tây bắc Ba Lan. Nó nằm khoảng 7 kilômét (4 mi) phía bắc của Wolin, 15 km (9 mi) về phía tây nam Kamień Pomorski và 54 km (34 mi) phía bắc thủ đô khu vực Szczecin.
Ngôi làng có dân số 130.